# Samuel Chomba
Pour les articles homonymes, voir Chomba (homonymie).
Samuel Chomba (né le 5 janvier 1964 à Kitwe à l'époque en Rhodésie du Nord et aujourd'hui en Zambie, et mort le 27 avril 1993 dans l'océan Atlantique au large des côtes du Gabon lors d'un accident d'avion) est un footballeur international zambien, qui évoluait au poste de défenseur.

## Biographie

### Carrière en club
Avec l'équipe de Nkana, il remporte trois championnats de Zambie et une Coupe de Zambie.

### Carrière en sélection
Avec l'équipe de Zambie, il joue entre 1986 et 1993. 
Il figure dans le groupe des sélectionnés lors des Coupes d'Afrique des nations de 1990 et de 1992. La sélection zambienne se classe troisième de la compétition en 1990.
Il participe aux Jeux olympiques d'été de 1988 organisés en Corée du Sud. Lors du tournoi olympique, il joue trois matchs et son équipe atteint le stade des quarts de finale.
Il joue également 6 matchs comptant pour les tours préliminaires de la coupe du monde 1994.

## Palmarès
Nkana
- Championnat de Zambie (3) :
  - Champion : 1985, 1986 et 1988.

- Coupe de Zambie (1) :
  - Vainqueur : 1986.